# 莫哈末拉昔·哈斯农
拿督哈芝莫哈末拉昔·哈斯农（1960年1月2日—），马来西亚政治人物，是前马来西亚国会下议院副议长和峇株巴辖国会议员，曾经担任槟城州第一副首席部长和行政议员。2020年马来西亚政治危机，莫哈末拉昔宣布退出公正党，随阿兹敏阿里加入土著团结党并表态支持慕尤丁政府。

## 个人背景
拉昔在柔佛州东甲县的武吉甘蜜出生，母校为麻坡高级中学，后来就读于新街场皇家军事学院。他在英国南安普顿城市学院完成A水准学业，并获得英国谢菲尔德大学的控制工程荣誉学士学位。他也获得马来西亚国立大学的企业经济硕士学位。
拉昔于1984年在National Corporation（PERNAS）就业，于1987年在摩托罗拉担任规划部负责人。他于2006年成为Personal Managers Group主席，该集团管理峇六拜自由工业区属下所有公司。他和拿汀诺阿兹莎于1982年结婚，育有5名孩子。

## 政治生涯
拉昔于1999年成为GERAK Penang主席。2001年，他担任人民公正党总财政。他也是槟城州国民公正党的创始成员，并曾担任槟州公正党副主席。
他在2013年马来西亚大选中当选为槟城州班台惹查区州议员，并被委任为该州第一副首席部长。他也曾任槟城州水务局董事会署理主席。
在2018年马来西亚第14届全国大选中，莫哈末拉昔南下柔佛州的峇株巴辖国会选区，并以17,894张多数票打败国民阵线和伊斯兰党的候选人，成功为公正党捍卫该国会议席。他于2018年7月16日宣誓就任为该区国会下议员，并于同日以171票与得124票的倪可敏共同当选并就任马来西亚国会下议院副议长。

## 争议事件

### 违反行动管制令事件

#### 群聚吃榴莲事件
2021年6月29日，莫哈末拉昔被社交媒体广泛报导他被拍到与一大群人在峇株巴辖的果园群聚吃榴莲的视频内容，违反了行动管制令。莫哈末拉昔受访時回復，這視頻是去年行动管制令施行前拍的，其助理也向媒体表示网传群聚吃榴梿的视频不是最近拍的，引起大批网民分析视频画面，从衣着打扮到款式品牌等细节来反驳莫哈末拉昔辩称是旧视频的言论。隔天，莫哈末拉昔承认视频内容是在6月27日的拍摄，并为自己向媒体的发言所引发的困惑表示歉意。莫哈末拉昔发表文告解释，他最初是因为没有亲自观看视频就向媒体回答了这个问题，直到昨天与最高元首会面后才有机会分析这段视频。他解释视频内容是因为他经常收到农民的投诉，因为行动管制令使农民的产品销售困难和销量下降，该果园也是受到行动管制令的影响之一。他补充说，房屋与地方政府部长祖莱达恰巧在视频的同一天对峇株巴辖进行了工作访问，而榴莲则被赠送给她的随行人员带回家。在祖莱达的访问结束后，莫哈末拉昔被一位农民带去果园，在与果园的农民讨论援助措施时吃了一点榴莲，在逗留了30分钟后返回吉隆坡。莫哈末拉昔总结为这个错误道歉，并将此事交给警方调查。之后在7月18日，莫哈末拉昔再次被记者询问榴梿事件的细节时回溯当时只吃了3颗甘榜榴莲而且。

#### 哈芝节涉嫌违规事件
2021年7月23日，莫哈末拉昔再次被指违反防疫标准作业程序。社交网络流传一张莫哈末拉昔在哈芝节与两名女子聚餐的照片，随后被一个名为「OPS Johor」的Facebook专页截图发文，谴责莫哈末拉昔违反防疫标准作业程序。在接获投报后，柔佛警方援引2021年传染病预防和控制法令第18（1）条文开档调查。莫哈末拉昔的私人秘书莫哈末再汉（Mohd Zaihan Mohd Zainal）发表文告驳斥有关指控，表示吃饭的照片是莫哈末拉昔与妻子和幼女在民宿一起吃饭，因此不存在违反SOP的问题。他进一步解释，莫哈末拉昔除了在哈芝节捐赠牛只之外，也想参与宰牲仪式，而他的祭祀被安排在凌晨3点进行，这就是他在屠宰中心附近预订民宿的原因。并强调活动地点是在莫哈末拉昔的国会选区内进行，而全程遵守柔佛政府制定的防疫标准作业程序。他也抨击OPS Johor页面传播有关照片，反讽对方应该导问巫统副主席卡立诺的违规事件。有关照片最初是由一位参加仪式的人拍摄并发布在个人Facebook上，但很快就被删除。

## 义工和国际救援
拉昔曾于2004年加入义工队伍，到印度尼西亚亚齐和米拉务协助海啸灾民。2009年，他带头进行一项任务，协助柬埔寨和其它东南亚国家的回教徒度过斋戒月。2011年，时任国内International JIM主席的拉昔也同马来西亚非政府组织MAPIM合作，到加沙进行救援工作。

## 选举成绩
| 年份 | 选区               | 候选人 | 候选人                   | 得票数 | 得票率 | 竞选对手                 | 竞选对手                 | 得票数 | 得票率 | 总票数 | 多数票 | 投票率 |
| ---- | ------------------ | ------ | ------------------------ | ------ | ------ | ------------------------ | ------------------------ | ------ | ------ | ------ | ------ | ------ |
| 2018 | 柔佛 P150 峇株巴辖 |        | 莫哈末拉昔（人民公正党） | 45,929 | 55.92% |                          | 哈丽札阿都拉（巫统）     | 28,035 | 34.13% | 83,234 | 17,894 | 84.81% |
| 2018 | 柔佛 P150 峇株巴辖 |        | 莫哈末拉昔（人民公正党） | 45,929 | 55.92% | 马菲兹莫哈末（伊斯兰党） | 8,173                    | 9.95%  |        | 83,234 | 17,894 | 84.81% |
| 2022 | 柔佛 P150 峇株巴辖 |        | 莫哈末拉昔（土著团结党） | 29,270 | 29.42% |                          | 翁阿布峇卡（人民公正党） | 45,242 | 45.47% | 99,494 | 15,972 | 75.20% |
| 2022 | 柔佛 P150 峇株巴辖 |        | 莫哈末拉昔（土著团结党） | 29,270 | 29.42% | 依沙西拉兹（巫统）       | 24,309                   | 24.43% |        | 99,494 | 15,972 | 75.20% |
| 2022 | 柔佛 P150 峇株巴辖 |        | 莫哈末拉昔（土著团结党） | 29,270 | 29.42% | 尼占巴西尔（祖国斗士党） | 410                      | 0.41%  |        | 99,494 | 15,972 | 75.20% |
| 2022 | 柔佛 P150 峇株巴辖 |        | 莫哈末拉昔（土著团结党） | 29,270 | 29.42% | 扎哈里奥斯曼（人民党）   | 263                      | 0.26%  |        | 99,494 | 15,972 | 75.20% |

| 年份 | 选区         | 候选人 | 候选人                   | 得票数 | 得票率 | 竞选对手 | 竞选对手         | 得票数 | 得票率 | 总票数 | 多数票 | 投票率 |
| ---- | ------------ | ------ | ------------------------ | ------ | ------ | -------- | ---------------- | ------ | ------ | ------ | ------ | ------ |
| 2013 | N36 班台惹查 |        | 莫哈末拉昔（人民公正党） | 11,805 | 64.66% |          | 黄万河（民政党） | 6,451  | 35.34% | 18,464 | 5,354  | 85.64% |

## 个人荣誉
- 檳城：
  -  槟城护国荣誉勋章（DMPN）—拿督（2013年）